# Michael Mind Project/Diskografie
Diese Diskografie ist eine Übersicht über die musikalischen Werke des deutschen DJ-Duos Michael Mind Project. Die höchste Chartplatzierung in Deutschland erreichten sie 2007 mit dem Song Blinded by the Lights. Des Weiteren zählen die Singles Feeling so Blue und Nothing Lasts Forever mit hohen Chartplatzierungen im gesamten deutschsprachigen Raum Europas, als mit Abstand erfolgreichsten Tonträger. Durch diese großen Erfolge zählt das Michael Mind Project neben R.I.O. und Cascada als erfolgreichstes deutsches Musikprojekt im Bereich der Dance-Musik. Des Weiteren haben sie als Songwriter, Remixer und Produzenten großen Erfolg.

## Alben

### Studioalben
| Jahr | Titel Musiklabel             | Höchstplatzierung, Gesamtwochen, AuszeichnungChartplatzierungen (Jahr, Titel, Musiklabel, Platzierungen, Wochen, Auszeichnungen, Anmerkungen) | Höchstplatzierung, Gesamtwochen, AuszeichnungChartplatzierungen (Jahr, Titel, Musiklabel, Platzierungen, Wochen, Auszeichnungen, Anmerkungen) | Höchstplatzierung, Gesamtwochen, AuszeichnungChartplatzierungen (Jahr, Titel, Musiklabel, Platzierungen, Wochen, Auszeichnungen, Anmerkungen) | Anmerkungen                            |
| Jahr | Titel Musiklabel             | DE | AT | CH | Anmerkungen                            |
| ---- | ---------------------------- | --- | --- | --- | -------------------------------------- |
| 2008 | My Mind Kontor Records       | — | — | — | Erstveröffentlichung: 24. Oktober 2008 |
| 2013 | State of Mind Kontor Records | DE53 (3 Wo.)DE | AT43 (3 Wo.)AT | — | Erstveröffentlichung: 4. Januar 2013   |

### Kompilationen
- 2007: Michael Mind Pres. House Music (Kontor Records)

## Singles

Michael Mind-Logo von 2010

Michael Mind Project-Logo von 2012

| Jahr | Titel Album                                   | Höchstplatzierung, Gesamtwochen, AuszeichnungChartplatzierungen (Jahr, Titel, Album, Platzierungen, Wochen, Auszeichnungen, Anmerkungen) | Höchstplatzierung, Gesamtwochen, AuszeichnungChartplatzierungen (Jahr, Titel, Album, Platzierungen, Wochen, Auszeichnungen, Anmerkungen) | Höchstplatzierung, Gesamtwochen, AuszeichnungChartplatzierungen (Jahr, Titel, Album, Platzierungen, Wochen, Auszeichnungen, Anmerkungen) | Anmerkungen                                                                              |
| Jahr | Titel Album                                   | DE | AT | CH | Anmerkungen                                                                              |
| ---- | --------------------------------------------- | --- | --- | --- | ---------------------------------------------------------------------------------------- |
| 2007 | Blinded by the Light My Mind                  | DE12 Gold · (20 Wo.)DE | AT51 (11 Wo.)AT | — | Erstveröffentlichung: 6. April 2007 Verkäufe: + 150.000; feat. Manfred Mann’s Earth Band |
| 2007 | Ride Like the Wind My Mind                    | DE65 (7 Wo.)DE | — | — | Erstveröffentlichung: 17. August 2007                                                    |
| 2008 | Show Me Love My Mind                          | DE38 (11 Wo.)DE | AT41 (7 Wo.)AT | CH58* (1 Wo.)CH | Erstveröffentlichung: 12. September 2008 * 2014: Re-Release als „Festival Mix“           |
| 2009 | Baker Street My Mind                          | DE76 (8 Wo.)DE | AT69 (1 Wo.)AT | — | Erstveröffentlichung: 2. Januar 2009                                                     |
| 2009 | Love’s Gonna Get You My Mind                  | DE65 (4 Wo.)DE | AT59 (1 Wo.)AT | — | Erstveröffentlichung: 22. Mai 2009                                                       |
| 2009 | Gotta Let You Go My Mind                      | DE58 (5 Wo.)DE | — | — | Erstveröffentlichung: 28. August 2009                                                    |
| 2009 | How Does It Feel My Mind                      | DE67 (4 Wo.)DE | AT71 (1 Wo.)AT | — | Erstveröffentlichung: 27. November 2009                                                  |
| 2010 | Feel Your Body State of Mind                  | DE67 (4 Wo.)DE | — | — | Erstveröffentlichung: 16. April 2010                                                     |
| 2011 | Ready or Not State of Mind                    | DE55 (3 Wo.)DE | — | — | Erstveröffentlichung: 22. Juli 2011 feat. Sean Kingston                                  |
| 2011 | Rio De Janeiro State of Mind                  | DE56 (3 Wo.)DE | — | — | Erstveröffentlichung: 4. November 2011 feat. Bobby Anthony & Rosette                     |
| 2012 | Feeling So Blue State of Mind                 | DE38 (4 Wo.)DE | AT20 (6 Wo.)AT | CH40 (2 Wo.)CH | Erstveröffentlichung: 15. Juni 2012 feat. Dante Thomas; Original: Eiffel 65              |
| 2012 | Nothing Lasts Forever State of Mind           | DE40 (3 Wo.)DE | AT34 (3 Wo.)AT | CH26 (2 Wo.)CH | Erstveröffentlichung: 14. September 2012 feat. Dante Thomas                              |
| 2012 | Antiheroes State of Mind                      | DE78 (3 Wo.)DE | AT64 (4 Wo.)AT | — | Erstveröffentlichung: 7. Dezember 2012 Vocals by Andreas Öhrn                            |
| 2013 | One More Round State of Mind (Deluxe Edition) | DE80 (1 Wo.)DE | AT53 (1 Wo.)AT | CH40 (2 Wo.)CH | Erstveröffentlichung: 28. Juni 2013 feat. TomE & Raghav                                  |

Weitere Singles
| Jahr | Titel Album                | Anmerkungen                                                             |
| ---- | -------------------------- | ----------------------------------------------------------------------- |
| 2007 | Two Three Four My Mind     | Erstveröffentlichung: 17. August 2007                                   |
| 2007 | Don’t Walk Away My Mind    | Erstveröffentlichung: 28. Dezember 2007                                 |
| 2010 | Delirious State of Mind    | Erstveröffentlichung: 19. November 2010 feat. Mandy Ventrice & Carlprit |
| 2011 | Hook Her Up State of Mind  | Erstveröffentlichung: 6. Mai 2011                                       |
| 2013 | Give Me Love State of Mind | Erstveröffentlichung: 4. Januar 2013 feat. Birk Storm                   |
| 2013 | Unbreakable State of Mind  | Erstveröffentlichung: 15. März 2013                                     |
| 2013 | Razorblade State of Mind   | Erstveröffentlichung: 15. März 2013 feat. Lisa Aberer                   |
| 2014 | Ignite –                   | Erstveröffentlichung: 4. Juli 2014 feat. Andreas Öhrn                   |
| 2015 | Megamix –                  | Erstveröffentlichung: 7. August 2015 nur als Download                   |

## Produktionen
| Jahr | Titel                | Interpretation |
| ---- | -------------------- | -------------- |
| 2012 | Breathing a          | Jason Derulo   |
| 2012 | Lottery              | Eric Solomon   |
| 2012 | Caught In The Middle | Dante Thomas   |
| 2013 | Fiesta               | Carlprit       |
| 2013 | Here We Go           | Carlprit       |

## Sonderveröffentlichungen
| Jahr | Titel                     | Interpretation                                         |
| ---- | ------------------------- | ------------------------------------------------------ |
| 2007 | Keep on Rising            | Ian Carey feat. Michelle Shellers                      |
| 2007 | Love Won’t Wait           | The Ian Carey Project                                  |
| 2007 | You Came                  | Mario Lopez                                            |
| 2008 | I Won’t Hold You Back     | Stereoboys                                             |
| 2008 | V.I.P.                    | Shaun Baker                                            |
| 2008 | I Was Made for Loving You | John Morley & Brooklyn Bounce                          |
| 2009 | Every Morning             | Basshunter                                             |
| 2009 | Destination               | Darius & Finlay feat. Nicco                            |
| 2009 | Do It All Night           | Darius & Finlay feat. Nicco                            |
| 2010 | Atzin                     | Die Atzen                                              |
| 2010 | Pussy Killer              | Guenta K                                               |
| 2010 | All for You               | Ace of Base                                            |
| 2011 | Stereo Love               | Edward Maya feat. Vika Jigulina                        |
| 2011 | Mr. Saxobeat              | Alexandra Stan feat. Carlprit                          |
| 2011 | Wovon sollen wir träumen  | Frida Gold                                             |
| 2011 | When the Sun Comes Up     | Heidi Anne feat. Lil Wayne, Rick Ross & Glasses Malone |
| 2012 | Breathing                 | Jason Derulo                                           |
| 2012 | Summer of Love            | Cascada                                                |
| 2012 | Party (Ich will abgehen)  | Die Atzen                                              |
| 2012 | This Is My Love           | Gold 1 feat. Bruno Mars & Jaeson Ma                    |
| 2012 | Lottery                   | Eric Solomon                                           |
| 2012 | Caught in the Middle      | Dante Thomas                                           |
| 2012 | Spotlight                 | Kindervater feat. J-Son                                |
| 2013 | Fiesta                    | Carlprit                                               |
| 2013 | Move It Like This         | Remady & Manu-L                                        |
| 2013 | Here We Go                | Carlprit                                               |
| 2013 | Party Around the World    | Carlprit                                               |
| 2014 | Remember to Forget        | Carlprit feat. Jaicko Lawrence                         |
| 2014 | Scared                    | Amanda Wilson & Pitbull                                |

## Statistik

### Chartauswertung
|                     | DE    | AT    | CH    |
| ------------------- | ----- | ----- | ----- |
| Nummer-eins-Alben   | DE—DE | AT—AT | CH—CH |
| Top-10-Alben        | DE—DE | AT—AT | CH—CH |
| Alben in den Charts | DE1DE | AT1AT | CH—CH |

|                       | DE     | AT    | CH    |
| --------------------- | ------ | ----- | ----- |
| Nummer-eins-Singles   | DE—DE  | AT—AT | CH—CH |
| Top-10-Singles        | DE—DE  | AT—AT | CH—CH |
| Singles in den Charts | DE14DE | AT9AT | CH4CH |

### Auszeichnungen für Musikverkäufe
Anmerkung: Auszeichnungen in Ländern aus den Charttabellen bzw. Chartboxen sind in ebendiesen zu finden.
| Land/RegionAuszeichnungen für Musikverkäufe (Land/Region, Auszeichnungen, Verkäufe, Quellen) | Gold  | Platin | Verkäufe | Quellen           |
| -------------------------------------------------------------------------------------------- | ----- | ------ | -------- | ----------------- |
| Deutschland (BVMI)                                                                           | Gold1 | —      | 150.000  | musikindustrie.de |
| Insgesamt                                                                                    | Gold1 | —      |          |                   |